# الليبرالية في هولندا
نشأت حركة الليبرالية في هولندا في صورة حملة معادية للنظام الملكي بقيادة رجل الدولة الهولندي يوهان رودولف توربيكه الذي صاغ دستور هولندا لعام 1848 بمفرده تقريبًا، وهو الدستور الذي حول نظام الحكم الملكي المطلق في هولندا إلى ملكية دستورية.
تصف الأحزاب اليمينية واليسارية نفسها في بيئة السياسة المعاصرة بأنها ليبرالية على حد سواء؛ تميل الأحزاب اليسارية عادةً إلى تبني مذهب الليبرالية الاجتماعية، بينما تتبنى الأحزاب اليمينية عادةً مذهب الليبرالية الكلاسيكية. والعامل المشترك بين تلك الأحزاب هو أنها أحزاب لادينية، بخلاف الديمقراطية المسيحية التي كانت سائدة في الماضي ولا تزال تحتفظ بشعبية كبيرة حتى الآن.
تشمل هذه المقالة نظرة عامة عن الليبرالية في هولندا. وهي تقتصر على الأحزاب السياسية التي حظيت أو ما زالت تحظى بتأييد واسع بدليل حصولها على حق التمثيل في البرلمان.

## خلفية
تتسم هولندا بتاريخ سياسي ليبرالي عريق. فمنذ تأسيس الجمهورية الهولندية في القرن السادس عشر وحتى مطلع القرن التاسع عشر كان الصراع السياسي الرئيسي قائمًا بين طبقة النبلاء الليبراليين في الحضر، وطبقات المجتمع السفلى وأنصار المذاهب البروتسانتية الأرثوذكسية الذين يؤيدون حكم عائلة أوراني-ناساو. آثرت الطبقة النبيلة الحضرية المسامحة الدينية على التشدد الديني، وشاركت في تشكيل دولة القانون الهولندية التي تتبنى نظام الحكم البرلماني الديمقراطي، وذلك بدايةً من منتصف القرن التاسع عشر وحتى نهايته. وفي مطلع القرن العشرين انقسم هؤلاء الليبراليون إلى ليبراليين تقدميين وليبراليين محافظين. نتيجة لهذا الانقسام السياسي وحصول جميع الناس على حق الاقتراع اختفى الليبراليون من الساحة السياسية. اتحد الليبراليون من جديد تحت سقف واحد عقب الحرب العالمية الثانية، وكونوا «حزب الشعب من أجل الحرية والديمقراطية»، ولكنه ظل حزبًا ضئيل الشأن. انضم هذا الحزب إلى بعض التحالفات الإدارية بصفته حزبًا ناشئًا. وفي عام 1966 أسس الليبراليون التقدميون حزبًا جديدًا يدعى «الديمقراطيون 66». أخذت شعبية الليبرالية في التصاعد من جديد في سبعينيات القرن العشرين، إذ تقلد أكبر الأحزاب الليبرالية المحافظة (حزب الشعب) مناصب الحكومة في هولندا منذ عام 1977. وفي بداية القرن الحادي والعشرين شهد حزب الشعب انقسامًا داخليًا بشأن قضايا الهجرة واندماج المهاجرين. فاز الحزب بالانتخابات الوطنية لأول مرة في التاريخ في عام 2010.

### ما قبل عام 1918
هيمن مؤيدو سياسة حكومة ويليام الأول وويليام الثاني على مجلس النواب الهولندي في السنوات الأولى من إنشاء مملكة هولندا (1814–1848). تزايد عدد الليبراليين في مجلس النواب بالتدريج اعتبارًا من عام 1840. أيد الليبراليون إقامة نظام حكم برلماني ديمقراطي، ومجلس نواب مُنتخب انتخابًا مباشرًا تُمنح فيه السلطة التنفيذية للوزراء وليس الملك. وفي عام 1944 حاول تسعة نواب ليبراليون أن يعدلوا دستور هولندا للسماح بإقامة نظام برلماني ديمقراطي بمعاونة فقيه القانون والمؤرخ يوهان رودولف توربيكه، ولكن جهودهم باءت بالفشل. انقلبت الموازين في صالح الليبراليين عام 1848 في ظل موجة الثورات التي شهدتها أوروبا في تلك الفترة. حاول ويليام الثاني (ملك هولندا) أن يتجنب حدوث اضطرابات مدنية بإنشاء لجنة مُخولة بصياغة دستور جديد برئاسة توربيكه. وُضع الدستور الجديد قيد التنفيذ في أكتوبر عام 1848، وقيد سلطات الملك عن طريق إدخال عرف المسئولية الوزارية ومنح البرلمان حق تعديل القوانين وعقد جلسات استماع استقصائية. منح الدستور الجديد أيضًا حق الاقتراع لفئات أوسع من الناس، وضمن الحقوق المدنية للشعب الهولندي مثل: حرية التجمهر، وحق الحماية من التنصت، وحق التنظيم الكنسي، وحرية التعليم.
هيمنت الليبرالية على الساحة السياسية في هولندا في الفترة التي تلت الإصلاحات الدستورية. هيمنت الليبرالية كذلك على الجامعات ووسائل الإعلام وجهات العمل. أيد الليبراليون إقامة نظام اقتصادي حر خالٍ من التدخل الحكومي، وحرية التجارة، والحقوق المدنية، ومد حقوق الاقتراع لفئات المجتمع تدريجيًا. عُين يوهان توربيكه رئيسًا لوزراء هولندا في عام 1849، وشغل المنصب لفترتين إضافيتين خلال فترة حياته. لم يجد الليبراليون داعيًا لإنشاء حزب سياسي خاص بهم نظرًا لشعبيتهم الواسعة. وعوضًا عن ذلك أقام الليبراليون مجموعة برلمانية مفككة ومجالس انتخابية محلية. وعلاوة على ذلك لم يهتم الليبراليون بتنظيم ركيزتهم السياسية، أي شبكة من المنظمات الاجتماعية ذات الفكر المماثل. تحالف الليبراليون حينها سياسيًا مع الكاثوليك الذين تمتعوا بقدر كبير من حرية التدين في ظل حكم الليبراليين. تفاقمت الخلافات بين الليبراليين وبعضهم بعد وفاة توربيكه عام 1872. وبحلول عام 1897 انقسم الليبراليون إلى شقين: شق مؤيد لرجل السياسة التقدمي يان كابينه فان كوبيلو من جهة، وشق مؤيد لليبرالي المحافظ يوهان جورج غلايخمان من الجهة الأخرى.
لم يشرع الليبراليون في توحيد جهودهم إلا في أواخر القرن التاسع عشر عندما بدأت بعض أحزاب المعارضة في تنظيم جهودها مثل الحزب المضاد للثورة وحزب الدولة الرومانية الكاثوليكية. ففي 4 مارس 1885 أُسس الاتحاد الليبرالي. وفي العقد التالي اقترح بعض الليبراليين توسيع دور الحكومة مثل صمويل فان هوتن، ويوهانس تاك فان بورتفليت، وكابينه فان كوبيلو، منشقين بذلك عن نموذج الحرية الاقتصادية الذي دعا له توربيكه. أدى ذلك إلى تأسيس رابطة الديمقراطيين ذوي العقول المتحررة في عام 1901. شهدت قوى الليبراليين السياسية انقسامًا جديدًا عقب تأسيس رابطة الليبراليين الأحرار المحافظة في عام 1906. وتحمل كلتا النزعتان أوصافًا متعددة. فقد وُصف الليبراليون التقدميون بالراديكاليين، والمتحررين فكريًا، والديمقراطيين، بينما وُصف الليبراليون المحافظون بالليبراليين الأحرار أو القدماء. يُعزى معظم الخلاف الذي نشب بين المحافظين والتقدميين إلى قضية منح حق الاقتراع لجميع المواطنين بلا استثناء؛ أيد التقدميون منح حق الاقتراع لجميع الناس، بينما أعرض المحافظون عن ذلك. رغب التقدميون كذلك في تدخل الحكومة في شئون الاقتصاد، ويتجلى ذلك في قرار فان هوتن بمنع عمالة الأطفال.
نظرًا إلى نظام الاقتراع على دورتين، اضطر الليبراليون بكافة طوائفهم إلى الاتحاد من أجل هزيمة تحالف الكاثوليك والبروتستانت ومنعهم من الفوز في الدورة الثانية من الانتخابات، وانضم إليهم الديمقراطيين الاشتراكيين في أكثر الأحيان. فاز تحالف الليبراليون بمعظم المناصب الوزارية التي شُكلت في بداية القرن العشرين بحكم فوزهم بأكثرية الأصوات في الانتخابات.
حصل جميع الرجال على حق الاقتراع في عام 1917 في ظل حكم إحدى مجالس الوزارات ذات الأقلية الليبرالية، وذلك بالإضافة إلى إقامة نظام انتخابي تناسبي، والمساواة بين المدارس الدينية في الإنفاق العام. ولكن قرار مد حقوق الاقتراع أثر سلبًا على مركز الليبراليين السياسي، إذ قل عدد المقاعد التي فازوا بها في انتخابات مجلس النواب من 37 في عام 1917، إلى 14 فقط في عام 1918.

### 1918-1994
أعادت الأحزاب الليبرالية تنظيم نفسها عام 1922، وتأسس حزب الدولة الليبرالية جراء اتحاد كافة الليبراليين المحافظين، من الاتحاد الليبرالي إلى رابطة الديمقراطيين ذوي العقول المتحررة، بالإضافة إلى ليبراليّين تحرريّين من أحزاب أخرى صغيرة. بقي الليبراليون التقدميون منعزلين عن باقي أعضاء رابطة الديمقراطيين ذوي العقول المتحررة، والأخيرة هي اتحاد بين الرابطة الراديكالية والليبراليين التقدميين أُسست عام 1901. شهد عدد الليبراليين مزيدًا من الانخفاض في فترة ما بين الحربين العالميتين. على أي حال، شارك الليبراليون بصفة شركاء ثانويين في عدد من مجالس الوزراء خلال الفترة المتأزّمة التي شهدت انهيار بورصة وول ستريت عام 1929 وصعود الحركة الاشتراكية القومية في هولندا.
عقب الحرب العالمية الثانية، أعاد حزب الدولة الليبرالية المحافظ تأسيس نفسه تحت اسم حزب الحرية. انضمت رابطة الديمقراطيين ذوي العقول المتحررة إلى حركة دوربراك Doorbraak السياسية التي أدت إلى تأسيس حزب العمل اليساري. أبدى عددٌ من التقدميين امتعاضهم من النهج الديمقراطي الاشتراكي لحزب العمل، فانضموا إلى حزب الحرية لتأسيس حزب الشعب من أجل الحرية والديمقراطية VVD عام 1948.
ظل حزب الشعب من أجل الحرية والديمقراطية حزبًا صغيرًا حتى سبعينيات القرن الماضي، مكتسبًا ما نسبته نحو 10% من أصوات المقترعين. على أي حال، شارك الحزب في تشكيل حكومة الائتلاف الكبير بين أواخر الأربعينيات وأوائل الخمسينيات، بالتحالف مع الديمقراطيين الاشتراكيين والكاثوليكيين والبروتستانتيين، ومرة أخرى في ستينيات القرن الماضي بالتحالف مع الكاثوليك والبروتستانتيين. ترأس الحزب بيتر أود، وهو الزعيم السابق لرابطة الديمقراطيين ذوي العقول المتحررة. في ظل النظام السياسي الهولندي القائم على العزل المجتمعي للطوائف السياسية، تجسدت الحاضنة الشعبية لليبراليين بسكان المدن العلمانيين من الطبقتين الوسطى والعليا. افتقد الليبراليون ركيزة تنظيم اجتماعي قوية، كاتحادات النقابات والصحف مثلًا، على عكس الأحزاب السياسية الأخرى. بدلًا من ذلك، مال الليبراليون إلى ركيزة المحايدة الضعيفة.
تأسس حزب ديمقراطي راديكالي في عام 1966 تحت اسم «الديمقراطيون 66»، واشترك في تأسيسه عدد من الليبراليين التقدميين من حزب الشعب. سعى الحزب إلى دمقرطة النظام السياسي والمجتمع والاقتصاد جوهريًا.  قاد هانس فان ميرلو الحزب، وهو صحافي وأحد الشخصيات المؤثرة في تلك الفترة. عمل الحزب إلى جانب حزب العمل الديمقراطي الاشتراكي والحزب الراديكالي التقدمي المسيحي بهدف تمكين العدالة والديمقراطية في هولندا. شارك الحزب في حكومة مجلس الوزراء اليسارية التي تزعمها يوب دن إل. بدأ الحزب تبني مسار ليبرالي أكثر تقدمًا خلال ثمانينات القرن الماضي، في عهد يان تيرلاو خصوصًا. على أي حال، بقي الحزب أحد حلفاء حزب العمل، وشارك في ائتلاف حكومة يسار-وسط مع حزب العمل وحزب النداء الديمقراطي المسيحي عام 1981.
شهد حزب الشعب نموًا ملحوظًا في تلك الفترة، وانتهج مسارًا يميل نحو التيار المحافظ إبان زعامة هانس فيخل. بدأ الحزب انتقاد نظام دولة الرفاه الضخم وغير الكفء. وحّد الحزب سياسته الليبرالية الاقتصادية مع مواقفه التقدمية تجاه القضايا الاجتماعية التي اتسمت بها فترة السبعينيات، كالإجهاض وحقوق النساء والمثليين على سبيل المثال. استغل الحزب أيضًا تدني الاهتمام الديني والعزل المجتمعي للطوائف السياسية خلال فترة السبعينيات، وحقق مكاسب انتخابية كبيرة: ففي عام 1967، فاز بنسبة 10% من الأصوات، ووصلت النسبة إلى 23% في عام 1981.
اشترك حزب الشعب في مجلس وزراء حكومة رود لوبرز ضمن ائتلاف يمين-وسط بين عامي 1982 و1986، وهي الحكومة التي نفّذت إصلاحًا واسع النطاق لدولة الرفاه، طالب به حزب الشعب منذ السبعينيات.

### بعد عام 1994
خسر حزب النداء الديمقراطي المسيحي قاعدته الانتخابية التقليدية في عام 1994، بينما حاز حزب الشعب وحزب الديمقراطيين 66 على أغلبية المقاعد. تشكلت حكومة أرجوانية تقدمية بقيادة حزب العمل، شملت حزبي الشعب والديمقراطيين 66 أيضًا. جلبت الحكومة الازدهار للاقتصاد الهولندي، وطبّقت تشريعًا اجتماعيًا تقدميًا بخصوص قضايا عديدة، كالقتل الرحيم وزواج المثليين والدعارة. تعرّض التحالف الأرجواني لانتقادات شديدة من طرف السياسي الشعبي بيم فورتاين إبان الحملة الانتخابية لعام 2002، متهمًا إياه بإساءة إدارة القطاع العام وأزمة المهاجرين واندماجهم في المجتمع. شهد الحزبان الليبراليّان خسارات كبيرة في الانتخابات. تعرّضت الليبرالية في هولندا إلى هجوم عقب الاغتيال المفاجئ لفورتاين قبل بضعة أيام من الانتخابات.
على أي حال، انضم حزب الشعب إلى حكومة ائتلاف تشمل حزب قائمة بيم فورتاين وحزب النداء الديمقراطي المسيحي، لكن القضايا المثيرة للجدل بقيت موجودة. ففي عام 2003، وجّه حزب الشعب دعوة إلى آيان هرسي علي للانضمام إلى صفوف الحزب في البرلمان، وهرسي علي سياسية ديمقراطية اجتماعية ناقدة للإسلام. سببت آيان هرسي علي، والسياسي خيرت فيلدرز، كثيرًا من الجدل جراء انتقاداتها المباشرة للإسلام. سعت ريتا فيردونك، وهي وزيرة في الحكومة من حزب الشعب، إلى تقييد الهجرة وتحفيز دمج الأقليات. بعد عامين على اغتيال فورتاين، وقعت جريمة قتل أخرى بحقّ المخرج ثيو فان غوخ، ما وضع التقاليد الليبرالية للبلاد في خطر كبير.
ترك خيرت فيلدرز حزب الشعب عام 2004 ليؤسس حزب من أجل الحرية، وهو الحزب الذي مزجت سياساته بين الانتقاد المتعنت للإسلام والمطالبة بتخفيض الضرائب وفكرة الشكوكيّة الأوروبية. اندلع خلاف بين هرسي علي وفيردونك عام 2006 حول الوضع القانوني للأولى باعتبارها طالبة لجوء، ما سبب انهيار الحكومة بعدما سحب حزب الديمقراطيين 66 ثقته بحكومة فيردونك جراء مواقفها المتعلقة بالهجرة، والتي دفعت الحزب إلى النأي بنفسه عنها.
حملت الانتخابات العامة لعام 2006 فشلًا كبيرًا لحزب الشعب وحزب الديمقراطيين 66، فخسر الأخير 3 مقاعد من أصل 6، بينما خسر حزب الشعب 6 مقاعد من أصل 28. في المقابل، حصل حزب فيلدرز من أجل الحرية على 9 مقاعد. تفوقت ريتا فيردونك، المرشحة الثانية من قائمة حزب الشعب، في التصويت التفضيلي على المرشح الأساسي للحزب مارك روته، وبعدما طالبت فيردونك ترأس الحزب، غادرته لتشكّل حزبها القومي المعروف باسم فخورون بهولندا.
حاز كلّ من حزب الشعب وحزب الديمقراطيين 66 على 3 مقاعد في انتخابات البرلمان الأوروبي لعام 2009، بينما كسب حزب من أجل الحرية 4 مقاعد. كسب الحزب الأخير مقاعد إضافية خُصصت لهولندا بعد توقيع معاهدة لشبونة. التحق حزب الشعب وحزب الديمقراطيين 66 بالمجموعة الليبرالية في برلمان الاتحاد الأوروبي، بينما لم يسجل حزب من أجل الحرية عضويته في أي مجموعة سياسية من مجموعات البرلمان.
استعاد حزب الشعب قوته السابقة في الانتخابات العامة لعام 2010، وأصبح الحزب الأكبر للمرة الأولى في تاريخ البلاد بعدما كسب 31 مقعدًا، ما أدى إلى تشكيل ائتلاف بقيادة ليبرالية للمرة الأولى منذ عام 1918. ازداد عدد مقاعد حزب الديمقراطيين 66 أيضًا ليصل إلى 10 مقاعد. في النهاية، اختار الحزب تشكيل ائتلافٍ مع حزب النداء الديمقراطي المسيحي، فشغل زعيم الشعب، مارك روته، منصب رئيس الوزراء، وكان أول ليبرالي يتقلّد هذا المنصب منذ عام 1918.